# Крилатий кінь

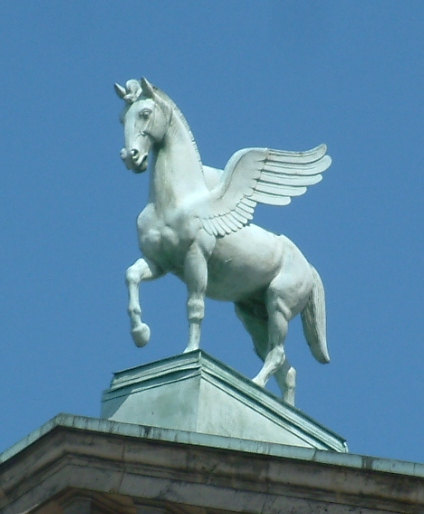
Пегас, як крилатий кінь муз, на даху Познанської опери (Макс Літманн, 1910)

Крилатий кінь, літаючий кінь, або птериппус — різновид міфічної істоти, здебільшого зображуваний у вигляді коня з крилами птаха. Крилаті коні з'являються в міфах різних культур, зокрема в грецькій міфології.

## Опис

### Грецька міфологія
- Стародавній Пегас — міфологічний крилатий кінь.
- Гіппалектріон — це гібрид напівконя та напівпівня, зображений у давньогрецькому мистецтві.

### Індуїстська міфологія
- Девадатта — крилатий літаючий білий кінь Калкі в індуїзмі, подарований богом Шивою.[1]
- Уччайхшравас — це білий крилатий кінь, описаний в індуїстських писаннях як одна з надприродних істот, які вийшли зі збивання океану молока.

### Ісламська міфологія
- В ісламі Аль-Бурак був конем, який ніс Мухаммеда в Раджаб-байрам.[2]
- В ісламській традиції Хайзум — кінь архангела Гавриїла.

### Китайська міфологія
У китайському фольклорі Тіанма був крилатим «небесним» конем. Чхолліма — це міфічний крилатий кінь, який походить від китайської класики.

### Тюркська міфологія
Тулпар — у тюркській міфології крилатий кінь.

### Тибетська міфологія
Кінь вітру — крилатий кінь з тибетської міфології.

### Ефіопська міфологія
Ефіопський пегас народився на острові в Червоному морі біля берегів Еритреї.

### Міфологія гориЮра
Деякі з легендарних коней у Юрі зображені як крилаті коні.